# Хайнрих II (Лимбург)
Вижте пояснителната страница за други личности с името Хайнрих II.
Хайнрих II (на немски: Heinrich II. von Niederlothringen, * 1110, † август 1167, Рим) от Дом Лимбург-Арлон, е херцог на Лимбург от 1139 до 1167 г. и граф на Арлон от 1147 г. до смъртта си.

## Биография
Той е син на херцог Валрам III († 16 юли 1139) от 1128 г. херцог на Долна Лотарингия и Юта от Васенберг († 24 юни 1151), наследничка на Васенберг, дъщеря на Герхард I (първият граф на Гелдерн) и Клеменция Аквитанска.
Хайнрих II придружава Фридрих I Барбароса във втория му поход в Италия през 1158 г. През 1167 г. той отново отива с Фридрих в Италия, където умира от епидемията от чума при Рим. Той е наследен от синът му Хайнрих III.
От Хайнрих II фамилията не носи повече названието Херцози на Долна Лотарингия, а Херцози на Лимбург. Хайнрих носи тази титла от 1139 до 1167 г.

## Фамилия
Първи брак: с Матилда от Сафенберг (* 1120, † 2 януари 1145). Те имат децата:
- Маргарета от Лимбург (* ок. 1135, † 1172), ∞ 1158 г. за Готфрид III Смели от Льовен
- Хайнрих III (* 1140, † 21 юли 1221), ∞ 1167 за София фон Саарбрюкен (* 1155, † 1226), дъщеря на граф Симон I от Саарбрюкен

Втори брак: ок. 1150 г. с Лорета от Фландрия, дъщеря на Дитрих Елзаски, граф на Фландрия (1128 – 1168). Бракът е бездетен.